# Эрлих, Арон Юльевич
Арон Юльевич Эрлих (1899, Дербент, Российская империя — 1918, Петровск-Порт, Российская империя) — революционный деятель начала XX века.

## Биография
Эрлих родился в 1899 в городе Дербент Дагестанской области.
В 15 лет вступил в нелегальный марксистский кружок, созданный в Дербенте Я. Л. Маркусом.
Закончив Дербентское реальное училище в 1916 году, поступил в Московское высшее техническое училище.
В середине 1917 года вернулся в Дербент, где избрался в Совет рабочих и солдатских депутатов.
После установления советской власти в Дагестане был избран комиссаром народного просвещения Дербентского ВРК, а также возглавил Дербентскую большевистскую организацию.
В августе 1918 года Дербент был занят отрядами Диктатуры Центрокаспия под командованием полковника Лазаря Бичерахова. Все большевистское руководство города было схвачено. В сентябре 1918 года А. Ю. Эрлих был расстрелян в Порт-Петровской тюрьме.

## Память
В 1971 году в Дербенте был открыт мемориал революционной славы «Мужественным борцам за победу Советской власти в Дагестане». На постаменте установлены бюсты 25 революционеров, в том числе и Арона Эрлиха.
Имя Эрлиха носят улицы в Махачкале и Дербенте, а также в селе Учкент.

## Факты
А. Ю. Эрлих был братом революционерки Любови Юльевны Эрлих-Мамедбековой, жены председателя СНК ДАССР Керима Мамедбекова.